# 牧野 (相模原市)
牧野（まぎの）は神奈川県相模原市緑区の大字。2012年1月1日現在の人口は1,872人。郵便番号は252-0186。

## 地理
相模原市北西部、旧・藤野町に位置する。北で日連、東で寸沢嵐、南で奥相模湖（道志ダム）及び道志川を跨いで青野原及び青根、南西で山梨県南都留郡道志村月夜野、西で山梨県上野原市秋山・鶴島、北西で秋山川を跨いで名倉と隣接する。電話番号は042-687・689（一部では042-684・685・787、0554-62・63）が使われている。

### 河川
- 道志川
- 秋山川

### 湖沼
- 奥相模湖 - 道志ダムによる人造湖。

### 地価
住宅地の地価は、2023年（令和5年）7月1日の公示地価によれば、牧野字大久和4187番の地点で1万7200円/m2となっている。

## 歴史
2006年3月までは津久井郡藤野町に属した。

## 世帯数と人口
2020年（令和2年）10月1日現在（国勢調査）の世帯数と人口（総務省調べ）は以下の通りである。
| 大字 | 世帯数  | 人口    |
| ---- | ------- | ------- |
| 牧野 | 573世帯 | 1,905人 |

### 人口の変遷
国勢調査による人口の推移。なお、2005年までは藤野町の時の情報を掲載している。
| 年                 | 人口  |
| ------------------ | ----- |
| 1995年（平成7年）  | 2,472 |
| 2000年（平成12年） | 2,548 |
| 2005年（平成17年） | 2,507 |
| 2010年（平成22年） | 2,318 |
| 2015年（平成27年） | 2,127 |
| 2020年（令和2年）  | 1,905 |

### 世帯数の変遷
国勢調査による世帯数の推移。
| 年                 | 世帯数 |
| ------------------ | ------ |
| 1995年（平成7年）  | 660    |
| 2000年（平成12年） | 676    |
| 2005年（平成17年） | 668    |
| 2010年（平成22年） | 629    |
| 2015年（平成27年） | 580    |
| 2020年（令和2年）  | 573    |

## 学区
市立小・中学校に通う場合、学区は以下の通りとなる
| 番地 | 小学校                 | 中学校               |
| ---- | ---------------------- | -------------------- |
| 全域 | 相模原市立藤野南小学校 | 相模原市立藤野中学校 |

## 事業所
2021年（令和3年）現在の経済センサス調査による事業所数と従業員数は以下の通りである。
| 大字 | 事業所数 | 従業員数 |
| ---- | -------- | -------- |
| 牧野 | 92事業所 | 1,105人  |

### 事業者数の変遷
経済センサスによる事業所数の推移。
| 年                 | 事業者数 |
| ------------------ | -------- |
| 2016年（平成28年） | 79       |
| 2021年（令和3年）  | 92       |

### 従業員数の変遷
経済センサスによる従業員数の推移。
| 年                 | 従業員数 |
| ------------------ | -------- |
| 2016年（平成28年） | 1,096    |
| 2021年（令和3年）  | 1,105    |

## 交通

### 鉄道
地内に鉄道は通っていない。最寄りの鉄道駅はJR中央本線の藤野駅となる。

### バス
JR藤野駅より神奈中バスの以下の系統が運行されている。
- 野05系統「奥牧野」行
- 野11系統「やまなみ温泉」行
- 野12系統「やまなみ温泉」経由「奥牧野」行

### 道路
- 神奈川県道35号四日市場上野原線
- 神奈川県道76号山北藤野線
- 神奈川県道517号奥牧野相模湖線
- 神奈川県道518号藤野津久井線

## 施設
- 神奈川県企業庁道志川第一発電所 - 秋山川に置かれている。
- 神奈川県企業庁道志川第二発電所 - 道志川に置かれている。
- 相模原市立藤野南小学校[15]
- 牧野郵便局
- 堂地自治会館
- 綱子公民館
- 篠原・牧馬生活改善センター
- 馬本生活改善センター
- 中尾生活改善センター
- 小津久生活改善センター
- 奥牧野生活改善センター
- ふじの温泉病院
- 神奈川カントリークラブ
- 藤野やまなみ温泉
- 藤野芸術の家
- 福寿院 - 高野山真言宗の仏教寺院。
- 蓮乗院 - 高野山真言宗の仏教寺院。
- 大石神社
- 三枝神社
- 神明神社
- 山之上神社
- 権現神社

## その他

### 日本郵便
- 郵便番号 : 252-0186[3]（集配局 : 橋本郵便局[16]）。